# Pierre Ducrocq
Pierre Ducrocq (ur. 18 grudnia 1976 w Pontoise) – francuski piłkarz grający na pozycji obrońcy. Od 2009 roku jest zawodnikiem klubu AO Kavala.

## Kariera klubowa
Karierę piłkarską Ducrocq rozpoczął w klubie Paris Saint-Germain. W 1994 roku awansował do kadry pierwszego zespołu PSG. 14 kwietnia 1994 zadebiutował w jego barwach w Ligue 1 w wygranym 3:0 wyjazdowym meczu z Montpellier HSC. W 1996 roku został na sezon wypożyczony do drugoligowego Stade Lavallois. W 1997 roku wrócił do PSG, a w 1998 roku zdobył z nim Puchar Francji i Puchar Ligi Francuskiej. Z kolei w 2000 roku dotarł z Paris Saint-Germain do finału krajowego pucharu, w którym klub z Paryża przegrał.
Latem 2001 Ducrocq przeszedł z PSG do angielskiego klubu Derby County. 20 października 2001 zadebiutował w Premier League w zremisowanym 1:1 domowym meczu z Charltonem Athletic. W zespole Derby grał przez sezon i spadł z nim do Division One.
W 2002 roku Ducrocq wrócił do Francji i został piłkarzem Le Havre AC. Swój debiut w nim zanotował 3 sierpnia 2002 w zwycięskim 2:1 wyjazdowym spotkaniu z OGC Nice. Na koniec sezonu 2002/2003 spadł z Le Havre do Ligue 2. W klubie z Hawru grał do lata 2007.
Kolejnym klubem w karierze Ducrocqa był RC Strasbourg. Zadebiutował w nim 20 października 2007 w meczu z Girondins Bordeaux (1:1). W 2008 roku po raz trzeci w swojej karierze został zdegradowany z pierwszej do drugiej ligi.
W 2009 roku Ducrocq odszedł ze Strasbourga do greckiej Kavali. W lidze greckiej po raz pierwszy wystąpił 12 września 2009 w zremisowanym 0:0 meczu z Olympiakosem Pireus.
| Sezon   | Klub                | Kraj    | Rozgrywki      | Mecze | Bramki |
| ------- | ------------------- | ------- | -------------- | ----- | ------ |
| 1994/95 | Paris Saint-Germain | Francja | Ligue 1        | 2     | 0      |
| 1995/96 | Paris Saint-Germain | Francja | Ligue 1        | 1     | 0      |
| 1996/97 | Stade Lavallois     | Francja | Ligue 2        | 35    | 1      |
| 1997/98 | Paris Saint-Germain | Francja | Ligue 1        | 12    | 1      |
| 1998/99 | Paris Saint-Germain | Francja | Ligue 1        | 28    | 0      |
| 1999/00 | Paris Saint-Germain | Francja | Ligue 1        | 33    | 1      |
| 2000/01 | Paris Saint-Germain | Francja | Ligue 1        | 27    | 0      |
| 2001/02 | Paris Saint-Germain | Francja | Ligue 1        | 1     | 0      |
| 2001/02 | Derby County        | Anglia  | Premier League | 19    | 0      |
| 2002/03 | Le Havre AC         | Francja | Ligue 1        | 32    | 0      |
| 2003/04 | Le Havre AC         | Francja | Ligue 2        | 29    | 0      |
| 2004/05 | Le Havre AC         | Francja | Ligue 2        | 12    | 0      |
| 2005/06 | Le Havre AC         | Francja | Ligue 2        | 36    | 0      |
| 2006/07 | Le Havre AC         | Francja | Ligue 2        | 34    | 0      |
| 2007/08 | RC Strasbourg       | Francja | Ligue 1        | 16    | 0      |
| 2008/09 | RC Strasbourg       | Francja | Ligue 1        | 29    | 0      |
| 2009/10 | AO Kavala           | Grecja  | Alpha Ethniki  | 23    | 0      |
| 2010/11 | AO Kavala           | Grecja  | Alpha Ethniki  | 25    | 0      |